# Mirna Jukić
Mirna Jukić, född 9 april 1986 i Novi Sad i Socialistiska republiken Serbien i Jugoslavien, är en kroatisk-österrikisk bröstsimmare. Vid kroatiska självständighetskriget 1991 flydde Jukić och hennes familj från den kroatiska staden Vukovar till Zagreb. Därefter bosatte sig familjen i Wien, Österrike. Hon blev en österrikisk medborgare 1999. Jukić tränades av sin far Željko Jukić som tidigare hade varit basketspelare. I OS 2008 i Peking vann hon bronsmedalj i damernas 100 meter bröstsim. Hon deltog även i damernas 200 meter bröstsim.